# Pouillot de Tytler
Phylloscopus tytleri
Espèce
Statut de conservation UICN

 LC  : Préoccupation mineure
Le Pouillot de Tytler (Phylloscopus tytleri) est une espèce d'oiseaux de la famille des Phylloscopidae. Il a été nommé en l'honneur du naturaliste britannique Robert Christopher Tytler.

## Répartition
Son aire de répartition couvre l'Afghanistan, le Pakistan, le Népal et l'Inde. Il franchit l'Himalaya occidentale pour hiverner dans le Sud de l'Inde, dans la chaîne montagneuse des Ghats occidentaux et les collines des Nîlgîri.
Son habitat naturel est la forêt tropicale humide de montagne, qui se réduit actuellement ce qui menace sa survie. Il niche dans le nord-ouest de l'Himalaya, et peut-être aussi dans les divisions de Kumaon et de Garhwal,.

## Morphologie
Chez les spécimens de musée, le bec est fin et clair, avec une longue rainure. Les vibrisses sont courtes et peu nombreuses ; le plumage à la base du bec étant rare, il en résulte un profil de tête assez pointu. La mandibule inférieure n'est pas de teinte chair, comme chez le Pouillot verdâtre, et n'est pas noire comme chez le Pouillot de Sibérie. Il n'a pas de barre alaire.